# Distrito de Palca (Lampa)
Palca es un distrito de la provincia de Lampa en el departamento peruano de Puno. En el año 2007 tenía una población de 3027 habitantes y una densidad poblacional de 10,6 personas por km². Abarca un área total de 483,96 km².
Desde el punto de vista jerárquico de la Iglesia católica forma parte de la diócesis de Puno en la arquidiócesis de Arequipa.

## Historia
Fue creado por Ley del 25 de octubre de 1901, durante el gobierno del presidente Eduardo López de Romaña.

## Geografía
Palca se encuentra ubicado en las coordenadas 15°19′20″S 70°36′18″O / -15.32222, -70.60500. Según el INEI, Palca tiene una superficie total de 483,96 km². Este distrito se encuentra situado en el norte de la provincia de Lampa, en la zona norte del departamento de Puno y en la parte sur del territorio peruano. Su capital Palca se halla a una altitud de 4068 m s. n. m..
| Noroeste: distrito de Ocuviri | Norte: distrito de Vilavila y distrito de Ayaviri | Noreste: Lampa             |
| Oeste: distrito de Ocuviri    |                                                   | Este: distrito de Lampa    |
| Suroeste distrito de Paratia  | Sur: distrito de Paratia                          | Sureste: distrito de Lampa |

### Medio Ambiente
Como consecuencia del cambio climático en este distrito ha desaparecido el Nevado de Quilca ubicado a 5250 m s. n. m.

## Demografía
Según el censo peruano de 2007, había 3027 personas residiendo en Palca. La densidad de población era 6,3 hab./km².

## Autoridades

### Municipales
- 2023 - 2026[4]
  - Alcalde: José Brandy Mamani Huayta, de GOOL.
  - Regidores:

  1. Ricardo Quispe Ccama (GOOL)
  2. Mirian Judith Zapana Cayllahua (GOOL)
  3. Blas Valero Rojas (GOOL)
  4. Juana Pastora Paye Ticona (GOOL)
  5. Pedro Ccallo Variano ()